# Blind River (ort)
Blind River är en tätort i kommunen (town) Blind River i Algoma District i provinsen Ontario i den sydöstra delen av Kanada. Antalet invånare är 2 540 fördelade på 13,04 kvadratkilometer.  Blind River är belägen vid  Huronsjöns strand.